# Embraer EMB 121
Die Embraer EMB 121 Xingu (ausgesprochen Schinguh) ist ein zweimotoriges Turboprop-Flugzeug des brasilianischen Flugzeugherstellers Embraer, das als leichtes Geschäftsreiseflugzeug Mitte der 1970er Jahre konstruiert wurde. Der Name Xingu leitet sich von einem gleichnamigen Stamm und einem Fluss im Amazonas-Gebiet ab. Zum Erstflug startete der Prototyp (Kennzeichen PP-ZXI) am 10. Oktober 1976. Die erste Serienmaschine (Kennzeichen PP-ZCT) flog am 20. Mai 1977.

## Geschichte
Der Entwurf dieses Flugzeuges stammt von der größeren EMB 110 Bandeirante ab, von der die Tragflächen und die Triebwerke übernommen wurden. Der Rumpf hingegen wurde für die Xingu neu gestaltet. Die EMB 121 war das erste in Brasilien hergestellte Flugzeug mit Druckkabine und das erste, welches – in Begleitung einer EMB 110 – den Atlantik überquerte. Erstflug dieses Flugzeuges war der 2. Oktober 1976, am 4. Dezember 1976 wurde das Flugzeug dann der Öffentlichkeit präsentiert. Die erste Serienmaschine (Kennzeichen PP-ZCT) flog am 20. Mai 1977. 1979 erfolgte die Zulassung durch die diversen Luftfahrtbehörden. Die Xingu I bietet Platz für fünf bis sechs Passagiere.
Fünf Jahre später, am 4. September 1981, erschien die weiterentwickelte EMB 121A1 Xingu II, die neben stärkeren Triebwerken größere Tanks und Platz für acht bis neun Passagiere bietet. Dem Flugzeug war kein überragender wirtschaftlicher Erfolg beschieden, nach 106 (laut anderen Quellen 107) produzierten Exemplaren wurde die Fertigung im August 1987 eingestellt. 51 Flugzeuge wurden ins Ausland verkauft, vor allem nach Frankreich. Die französischen Streitkräfte sind mit 43 derzeit betriebenen Flugzeugen der weltgrößte Betreiber. Neben der Verwendung als Transportflugzeug wird die Xingu zur Schulung angehender französischer Transportflieger genutzt und soll diese Aufgabe nach derzeitiger Planung bis ins Jahr 2025 erfüllen. Erster Betreiber des Flugzeuges war allerdings die brasilianische Armee, die ihre Flugzeuge in der Hauptstadt Brasilia stationierte.
Zum 40. Geburtstag des Herstellers Embraer und dem 30. Jahrestag der Zertifizierung des Typs im Jahr 2009 wurde der Prototyp der Xingu mit dem Kennzeichen PP-ZXI aufwendig von Studenten einer technischen Hochschule restauriert.

## Konstruktion
Die EMB 121 Xingu ist ein freitragender Tiefdecker mit Bugradeinziehfahrwerk und Druckkabine. Sie wird normalerweise von zwei Piloten geflogen und bietet je nach Innenausstattung bis zu neun Passagieren Platz. Als Antrieb dienen zwei Propellerturbinen vom Typ Pratt & Whitney Canada PT6A-28 mit einer Leistung von je 680 WPS, die Dreiblattpropeller von Hartzell antreiben. Von dieser Grundausführung wurden 49 Maschinen gebaut. Die ab 1982 gelieferten Maschinen erhielten die Bezeichnung EMB 121A1 Xingu II. Sie besaßen Pratt & Whitney Canada PT6A-135 mit einer Leistung von 750 WPS, die einen Vierblattpropeller antrieben, eine größere Kraftstoffkapazität und einen kleinen Strake links und rechts am unteren Heckbereich hatten. Dieser Typ konnte auch von einem Piloten geflogen werden. 47 Maschinen der ersten Serie wurden bei Embraer auf den Xingu-II-Standard umgerüstet.

## Ausführungen

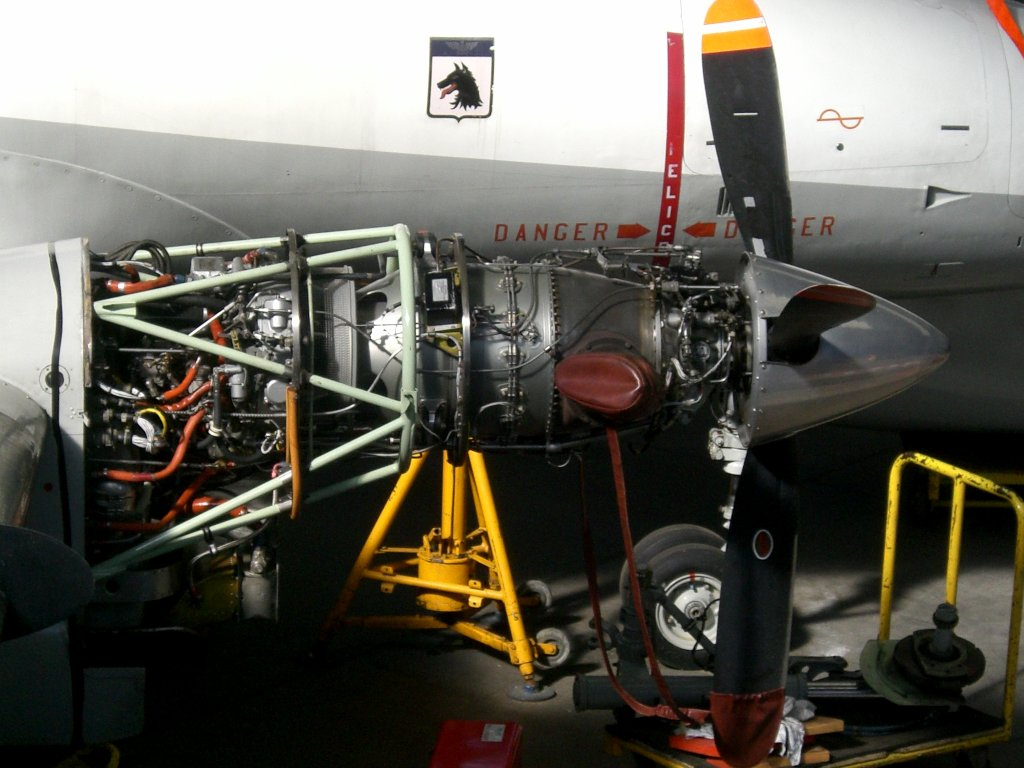
Aufnahme eines PT6A-28 an einer EMB 121A

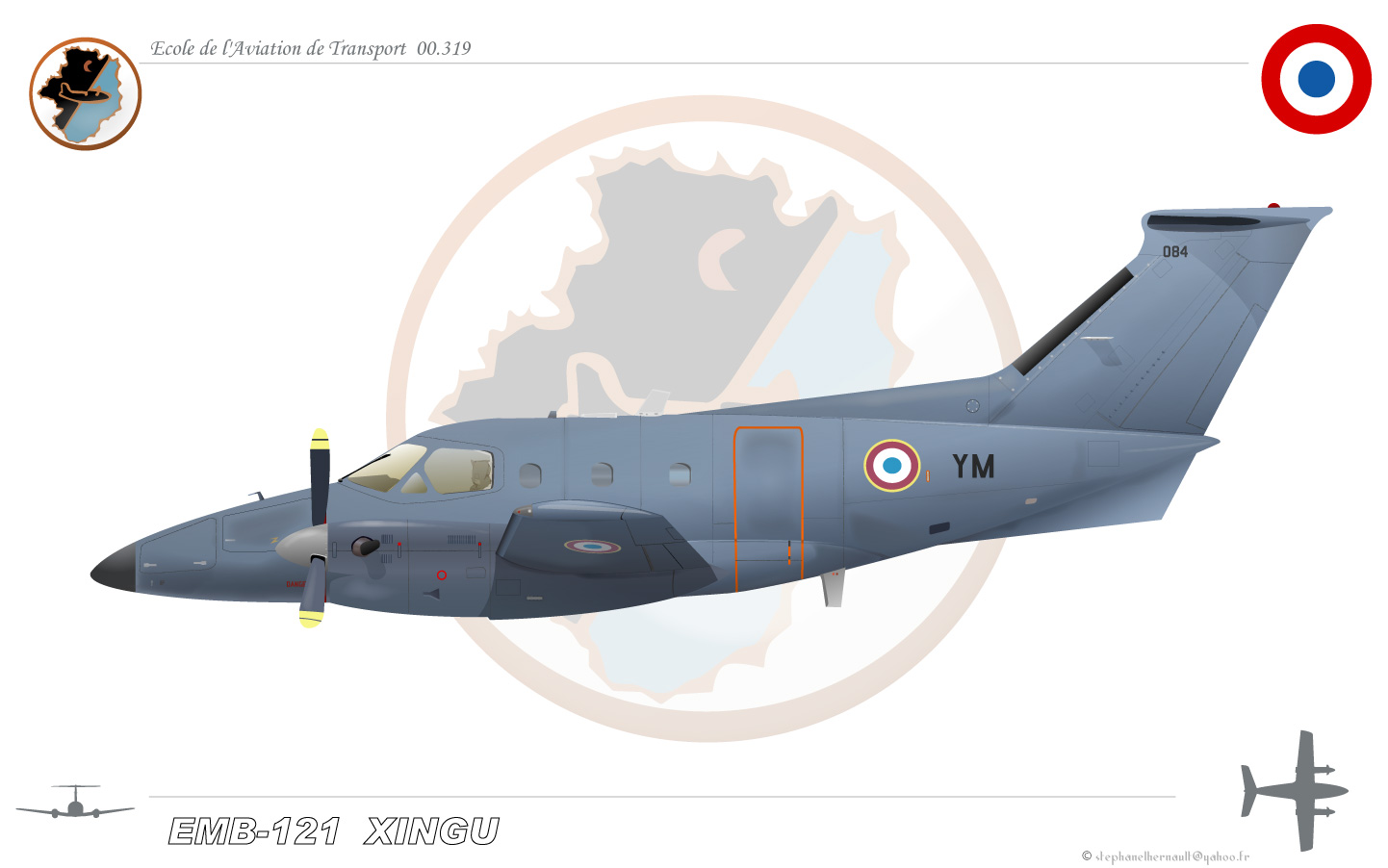
EMB 121A in der Lackierung, wie sie von der Transportfliegerschule der französischen Luftwaffe geflogen wird

- EMB 121A Xingu I: Ursprungsversion, ausgestattet mit Pratt & Whitney Canada PT6A-28-Triebwerken
- EMB 121A1 Xingu II: Weiterentwicklung mit PT6A-135-Triebwerken
- EMB 121V Xingu III: Weiterentwicklung mit PT6A-42-Triebwerken
- EMB 123 Tapajós: Geplante Version mit PT6A-45-Triebwerken
- VU-9: Bezeichnung der brasilianischen Luftwaffe

## Betreiber
Brasilien
- Brasilianische Streitkräfte.

Die brasilianische Luftwaffe (Força Aérea Brasileira) bestellte 6 Maschinen
 Frankreich
- Armee de l’Air
- Marine nationale française

Größter Betreiber der Maschine sind die Französischen Luftstreitkräfte, die Anfang der 1980er-Jahre insgesamt 44 Maschinen als Verbindungsflugzeug bestellten. Die Flugzeuge der Armee de l’Air sind in Avord stationiert, am Sitz der Transportfliegerschule der französischen Luftwaffe, die 18 Flugzeuge der Marine fliegen vom Stützpunkt Lann-Bihoué aus.

## Technische Daten
Alle Daten beziehen sich auf die EMB 121A Xingu I (Xingu II)
| Kenngröße             | Daten Xingu I                                                       | Daten Xingu II                    |
| --------------------- | ------------------------------------------------------------------- | --------------------------------- |
| Besatzung             | 2                                                                   | 1–2                               |
| Passagiere            | 5–6                                                                 | 8–9                               |
| Länge                 | 12,25 m                                                             | 13,44 m                           |
| Spannweite            | 14,45 m                                                             | 14,83 m                           |
| Höhe                  | 4,74 m                                                              |                                   |
| Flügelfläche          | 27,5 m²                                                             | 27,9 m²                           |
| Flügelstreckung       | 7,6                                                                 | 7,9                               |
| Leermasse             | 3620 kg                                                             | 3500 kg                           |
| max. Startmasse       | 5670 kg                                                             | 6140 kg                           |
| Reisegeschwindigkeit  | 365 km/h (normal) 450 km/h (max.)                                   | 380 km/h (normal) 465 km/h (max.) |
| Höchstgeschwindigkeit |                                                                     |                                   |
| Dienstgipfelhöhe      | 26.000 ft (ca. 7.920 m)                                             |                                   |
| max. Reichweite       | 2278 km                                                             |                                   |
| Triebwerke            | 2 × Turboprop-Triebwerke Pratt & Whitney Canada PT6-A-28, je 505 kW | 2 × PT6A-135, je 635 kW           |
| Propeller             | Verstellpropeller Hartzell                                          | Verstellpropeller Hartzell        |